# مستصفريات
المستصفريات (الاسم العلمي: Xanthomonadales) هي رتبة من البكتيريا تتبع طائفة متقلبات غاما من شعبة المتقلبات.

## فصائل
- المستصفرية (الاسم العلمي:Xanthomonadaceae)
- أليفات الطحالب (الاسم العلمي:Algiphilaceae)
- العصويات الصينية (الاسم العلمي:Sinobacteraceae)